# Mother (album d'In This Moment)
 (janvier 2020).
Pour les articles homonymes, voir Mother.
Albums de In This Moment
Ritual
(2017)
Singles
1. The In-Between
Sortie : 22 janvier 2020

Mother est le septième album studio du groupe californien de metalcore In This Moment qui sort le 27 mars 2020.

## Liste des titres
| No  | Titre                                                           | Durée |
| --- | --------------------------------------------------------------- | ----- |
| 1.  | The Beginning (Interlude)                                       |       |
| 2.  | Fly Like an Eagle                                               |       |
| 3.  | The Red Crusade (Interlude)                                     |       |
| 4.  | The In-Between                                                  | 4:15  |
| 5.  | Legacy                                                          |       |
| 6.  | We Will Rock You (avec Maria Brink, Lzzy Hale et Taylor Momsen) |       |
| 7.  | Mother                                                          |       |
| 8.  | As Above, So Below                                              |       |
| 9.  | Born in Flames                                                  |       |
| 10. | God Is She                                                      |       |
| 11. | Holy Man                                                        |       |
| 12. | Hunting Grounds (avec Joe Cotella of Ded)                       |       |
| 13. | Lay Me Down                                                     |       |
| 14. | Into Dust                                                       |       |